# Cola argentea
Espèce
Synonymes
- Cola talbotii Baker f.[1]
- Edwardia argentea (Mast.) Kuntze[1]

Cola argentea est une espèce d'arbres de la famille des Malvaceae et du genre Cola. Il est présent en Afrique tropicale et plus précisément dans le nord de la Guinée, le sud du Nigeria et l’ouest du Cameroun, ainsi qu'en Guinée équatoriale. Aussi connu sous le nom d’Ako élé au Cameroun  et de Ndiya au Nigeria (dialecte Ibibio), ses fruits sont appréciés dans l’alimentation humaine.

## Description
Cola argentea est un petit arbre mesurant entre 4 et 5 m de haut avec des feuilles digitées oblong à 5-9 folioles sessiles, entières ou pennatilobées. Les folioles principales font 30 à 60 cm de long sur 12-29 cm de large. Les folioles extérieures sont quant à elles beaucoup plus courtes et dissymétriques. Les pétioles, de 20-40 cm sont longs, cylindriques et sont recouverts de poils roux puis glabrescents. Le limbe lui est glabre, olivacé dessus à sec, et blanchâtre au-dessous. Les inflorescences de Cola argentea sont en glomérules multiflores caulinaires. Les fleurs mâles ont un androphore fin terminé par un anneau de 10 anthères dissimulant un pistil tricarpellaire. Les fleurs femelles, quant à elles, ont des anthères subsessiles entourant la base d’un ovaire pubescent trilobé et tricellulaire, lui-même surmonté par 3 stigmates rouges et charnus,.

## Usages
Les fruits de Cola argentea sont comestibles. Après leur récolte, ils sont consommés localement et sans aucune forme de traitement. Lors du stockage à température ambiante, leur durée de conservation est en moyenne de 7 à 21 jours, selon la température et l’humidité relative.